# Chironomus callicomus
Chironomus callicomus är en tvåvingeart som först beskrevs av Jean-Jacques Kieffer 1911.  Chironomus callicomus ingår i släktet Chironomus och familjen fjädermyggor. Inga underarter finns listade i Catalogue of Life.